# Ctenosaura alfredschmidti
Espèce
Statut de conservation UICN

 NT  : Quasi menacé
Ctenosaura alfredschmidti est une espèce de sauriens de la famille des Iguanidae.

## Répartition
Cette espèce se rencontre au Guatemala et au Campeche au Mexique. 

## Étymologie
Cette espèce est nommée en l'honneur d'Alfred Schmidt.

## Publication originale
- Köhler, 1995 : Eine neue Art der Gattung Ctenosaura (Sauria: Iguanidae) aus dem südlichen Campeche, Mexico. Salamandra, vol. 31, n. 1, p. 1-14.